# Upplands runinskrifter 1136
Upplands runinskrifter 1136 är en vikingatida runsten av granit i Gubbo, Kallviksmossen, Films socken och Östhammars kommun. Stenen är senare tillhuggen för att passa som gränssten. 
Runstenen är 0,95 meter hög och 0,4 meter bred. Stenen användes som råsten redan på 1600-talet. Den återfanns nersjunken i mossa och vatten och restes på platsen 1933. I och med att skadorna på stenen varit avsiktliga för att förbättra dess användbarhet som gränssten är knappast stenens nuvarande plats den ursprungliga.

## Inskriften
Translitterering av runraden:
-(r)(s)----------
Normalisering till runsvenska:
...